# Phil Kemp
Philip "Phil" Kemp, född 12 februari 1999, är en amerikansk professionell ishockeyback som är kontrakterad till Edmonton Oilers i National Hockey League (NHL) och spelar för Bakersfield Condors i American Hockey League (AHL).
Han har tidigare spelat för Väsby IK Hockey i Hockeyallsvenskan; Yale Bulldogs i National Collegiate Athletic Association (NCAA) samt Team USA i United States Hockey League (USHL).
Kemp draftades av Edmonton Oilers i sjunde rundan i 2017 års draft som 208:e spelare totalt.

## Statistik
| 2013–2014   | Brunswick Bruins       |                   | 23  | 2 | 5  | 7  | —  | — | — | — | — | — |
| 2014–2015   | Brunswick Bruins       |                   | 32  | 4 | 12 | 16 | —  | — | — | — | — | — |
| 2015–2016   | Team USA               | USHL              | 35  | 1 | 3  | 4  | 2  | — | — | — | — | — |
|             | U.S. National U17 Team |                   | 58  | 1 | 11 | 12 | 14 | — | — | — | — | — |
| 2016–2017   | Team USA               | USHL              | 25  | 2 | 2  | 4  | 8  | — | — | — | — | — |
|             | U.S. National U18 Team |                   | 64  | 5 | 8  | 13 | 22 | — | — | — | — | — |
| 2017–2018   | Yale Bulldogs          | NCAA              | 26  | 3 | 5  | 8  | 8  | — | — | — | — | — |
| 2018–2019   | Yale Bulldogs          | NCAA              | 30  | 3 | 5  | 8  | 35 | — | — | — | — | — |
| 2019–2020   | Yale Bulldogs          | NCAA              | 32  | 3 | 8  | 11 | 10 | — | — | — | — | — |
| 2020–2021   | Väsby IK Hockey        | Hockeyallsvenskan | 32  | 3 | 7  | 10 | 10 | 5 | 0 | 2 | 2 | 2 |
|             | Bakersfield Condors    | AHL               | 12  | 0 | 1  | 1  | 4  | 2 | 1 | 0 | 1 | 2 |
| 2021–2022   | Bakersfield Condors    | AHL               | 55  | 3 | 6  | 9  | 21 | — | — | — | — | — |
| 2022–2023   | Bakersfield Condors    | AHL               | 71  | 6 | 15 | 21 | 51 | 2 | 0 | 0 | 0 | 0 |
| 2023–2024   | Edmonton Oilers        | NHL               | 1   | 0 | 0  | 0  | 0  | — | — | — | — | — |
|             | Bakersfield Condors    | AHL               | 26  | 0 | 5  | 5  | 13 | — | — | — | — | — |
| NHL totalt  | NHL totalt             | NHL totalt        | 1   | 0 | 0  | 0  | 0  | — | — | — | — | — |
| AHL totalt  | AHL totalt             | AHL totalt        | 164 | 9 | 27 | 36 | 89 | 4 | 1 | 0 | 1 | 2 |
| NCAA totalt | NCAA totalt            | NCAA totalt       | 88  | 9 | 18 | 27 | 53 | — | — | — | — | — |
| USHL totalt | USHL totalt            | USHL totalt       | 60  | 3 | 5  | 8  | 10 | — | — | — | — | — |

### Internationellt
| Källa: Uppdaterad: 2024-01-14 | Källa: Uppdaterad: 2024-01-14 | Källa: Uppdaterad: 2024-01-14 |         | Utv = Utvisningsminuter | Utv = Utvisningsminuter | Utv = Utvisningsminuter | Utv = Utvisningsminuter | Utv = Utvisningsminuter |
| År                            | Lag                           | Mästerskap                    | Matcher | Mål                     | Assists                 | Poäng                   | Utv                     |                         |
| ----------------------------- | ----------------------------- | ----------------------------- | ------- | ----------------------- | ----------------------- | ----------------------- | ----------------------- | ----------------------- |
| 2017                          | USA                           | U18-VM                        | 7       | 0                       | 2                       | 2                       | 2                       |                         |
| 2019                          | USA                           | JVM                           | 7       | 0                       | 1                       | 1                       | 0                       |                         |
| Junior totalt                 | Junior totalt                 | Junior totalt                 | 14      | 0                       | 3                       | 3                       | 2                       |                         |